# Campionati europei di 470 2010
I Campionati europei di 470 2010 si sono svolti a Istanbul, in Turchia, dal 28 agosto al 2 settembre 2010.

## Podi
| Evento        | Oro                                      | Argento                            | Bronzo                                   |
| 470 Open      | Grecia Panagiotis Mantis Pavlos Kagialis | Israele Gideon Kliger Eran Sela    | Regno Unito Luke Patience Stuart Bithell |
| 470 Femminile | Francia Emmanuelle Rol Hélène Defrance   | Italia Giulia Conti Giovanna Micol | Francia Ingrid Petitjean Nadège Douroux  |

## Medagliere
| Posiz. | Nazione     | Oro | Argento | Bronzo | Totale |
| ------ | ----------- | --- | ------- | ------ | ------ |
| 1      | Francia     | 1   | 0       | 1      | 2      |
| 2      | Grecia      | 1   | 0       | 0      | 1      |
| 3      | Israele     | 0   | 1       | 0      | 1      |
| 3      | Italia      | 0   | 1       | 0      | 1      |
| 5      | Regno Unito | 0   | 0       | 1      | 1      |
| Totale | Totale      | 2   | 2       | 2      | 6      |